# ハンプトン・ローズ海戦
ハンプトン・ローズ海戦（ハンプトン・ローズかいせん、Battle of Hampton Roads）、別名モニターとメリマックの戦い（the Battle of the Monitor and the Merrimack）は南北戦争中に生起した海戦。この海戦は鉄板で装甲された動力軍艦（すなわち装甲艦）同士の歴史上最初の戦いとして有名であり、アメリカ合衆国海軍の革新的な設計の装甲艦「モニター」とアメリカ連合国海軍の装甲艦「バージニア」（これは合衆国軍艦「メリマック」の焼けた船体を改造したものである）が交戦した。主要な海戦は1862年3月8日から9日にバージニア州ハンプトン・ローズ河口付近のシーウェルズ・ポイント (Sewell's Point) 沖で行なわれた。
戦闘は二日間続いた。一日目はバージニアの初登場であり、モニター抜きでの戦いだった。北軍の木造艦群は大損害を受け、その日は南軍の決定的優位のままに終わった。しかしながら、二日目にはモニターが到着し、「装甲艦の決闘」として知られる有名な戦闘が始まった。明確な勝敗は付かなかったが、海戦史において深い意義を持つ戦闘となった。この戦い以前にはほとんど全ての軍艦が木材を主な材料として造られていた。この戦いの後、船と海戦の様相は劇的に変化した。世界中の国家が自国の艦隊を先を争って鉄製に変えたのである。なぜなら敵の砲撃に耐える能力において、装甲艦が木造艦より優れていることが明白に証明されたからである。
ちなみにこの海戦で合衆国海軍が被った損害は、真珠湾攻撃に至るまで最大のものだった

## リンカーンのハンプトン・ローズ封鎖の試み
南北戦争の勃発当初から、合衆国大統領エイブラハム・リンカーンは合衆国を脱退した南部の州を合衆国に戻す計画を実行した。彼は強力な合衆国の海軍を用い、アメリカ連合国の大西洋とメキシコ湾沿岸を封鎖しようとし、戦争が激化すると封鎖を命じた。

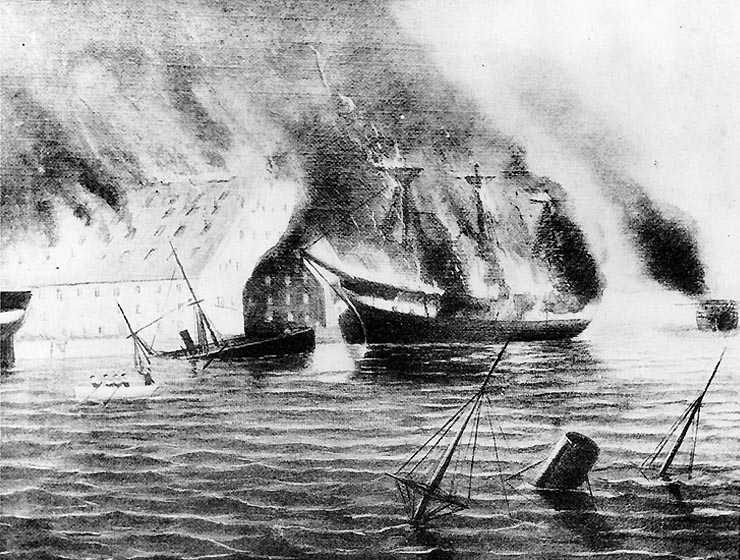
ゴスポート造船所で燃える合衆国軍艦「メリマック」

1861年春、地上兵力主体の南軍はバージニア州ノーフォークに迫り、ハンプトン・ローズの南側の地域を包囲した。合衆国海軍はノーフォークからエリザベス川を挟んだ対岸にあるポーツマスのゴスポート造船所を焼き払い撤退した。この際、造船所に残っていたフリゲート「メリマック」を含む9隻の船が破壊された。しかしながら、軽率さと混乱のため、メリマックは吃水線より上側が燃えたに過ぎなかった。
この撤退により、ハンプトン・ローズ周辺で合衆国が支配しているのは北側のバージニア半島、オールド・ポイント・コンフォート (Old Point Comfort) のモンロー砦 (Fort Monroe) のみとなった。海峡は北に向かって狭まっていたが、本土のモンロー砦は海峡の南にある人工島（後の羊毛砦 (Fort Wool) ）の軍事基地によって補佐されていた。（※？）
ノーフォークの占領は南部連合に唯一の大型造船所と数千の重火器を与えた。南軍准将ウォルター・グウィン（ノーフォーク周辺の防衛を指揮した）はノーフォークを守り、ハンプトン・ローズを制するという二つの目的でシーウェルズ・ポイントに砲台を建設した。
合衆国は封鎖を実行するために木造軍艦の艦隊をハンプトン・ローズに急派した。羊毛砦とモンロー砦はハンプトン・ローズから、チェサピーク湾と大西洋という二つの経路でしっかりと結合していた。しかしながらジェイムズ川とエリザベス川という内陸の水路は連合国海軍（こちらも木造艦を使っていた）が制していた。小競り合いはあったが、どちらの海軍も相手を打ち負かすことができなかった。1861年の残りと1862年の序盤を通じて、膠着が続いた。

## 装甲艦・新しい技術
装甲艦とは、防御のために厚い鉄板で覆われた軍艦である。世界初の装甲戦艦、フランスの「ラ・グロワール」は1859年に進水していた。とはいえ、船に装甲を施すために鉄を用いることは、南北戦争初期の北米ではまだ発展途上の技術であった。
1862年の初め、合衆国と連合国の両政府はともに、敵方が対船舶用の装甲艦らしきものを造ろうとしていることに気付いた。スパイたちが情報を送ってきたのだ。双方は新技術で優位に立つことを切望し、また相手が先に完成させることを恐れた。
合衆国と連合国による最初の装甲艦は、現代の軍艦との比較において非常に奇妙な外観をしており、そしてまた互いにも随分と違っていた。ハンプトン・ローズへと歴史的な出航を果たした時、どちらの艦も、それぞれの設計者からすれば甚だ不満足な状態にあった。

### 連合国軍艦「バージニア」

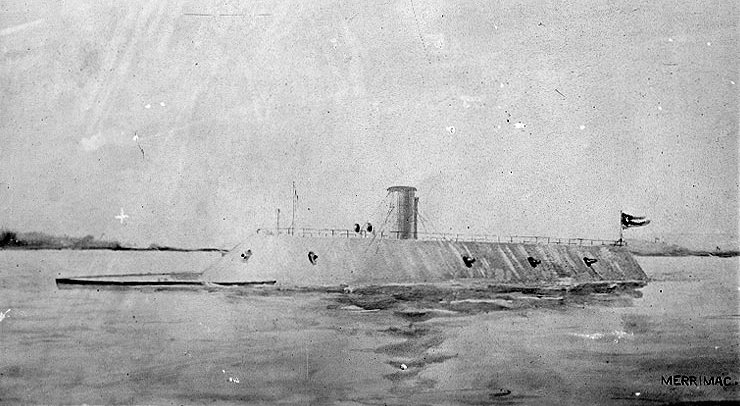
「バージニア」

1861年、北軍はバージニア州ポーツマスのゴスポート造船所から撤退する際に、メリマック (USS Merrimack) を焼却処分した。しかし艦は吃水線までしか燃えなかった。連合国の下で、造船所はその焼け残った船体を、上部構造を減らして再建し、鉄板で覆った。1862年2月17日、南軍は同艦を「バージニア」 (CSS Virginia) として再就役させた。
鉄板の装甲が敵の砲火の威力を無効化すると考えて、バージニアの設計者は艦に衝角を装備した。
完成を目指す全力の努力にも関わらず、バージニアは出航時にまだ艤装員を乗せていた。そして通例の海上公試または航海訓練をしないまま、大急ぎで軍務に付いた。

### 合衆国軍艦「モニター」

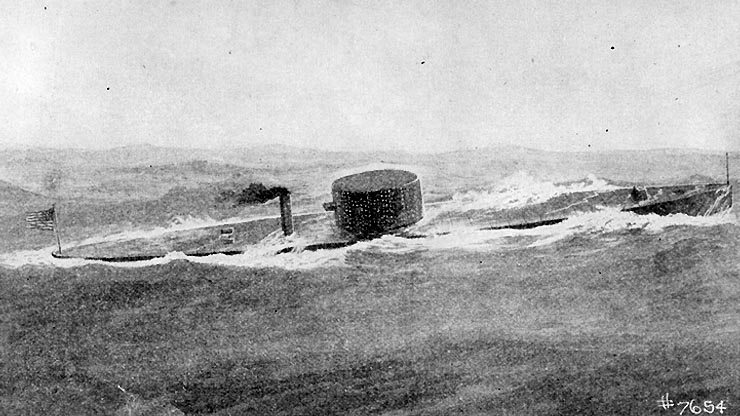
「モニター」

「モニター」 (USS Monitor) は全く新しい設計に基づいた、そしてリンカーン大統領の支持を受けたプロジェクトであった。ジョン・エリクソン (John Ericsson) によるユニークな設計は、斬新な11インチ (28cm) ダールグレン式滑腔砲2連装の旋回砲塔を特徴としていた。こちらも（バージニアと同様に）水上への露出部分は低く、敵から見えるのは甲板のごく一部と砲塔だけであった。モニターの船体はニューヨーク、ブルックリンのグリーンポイント区にあるコンチネンタル鉄工所 (Continental Iron Works) で組み立てられ、そこで1862年1月30日に進水した。乾舷を増すために、装甲は本来の設計より減らされなければならなかった。だが、装甲を減らした場合でさえ、モニターの乾舷はたったの14インチ (35cm) に過ぎなかった。

## 装甲艦同士の最初の激突

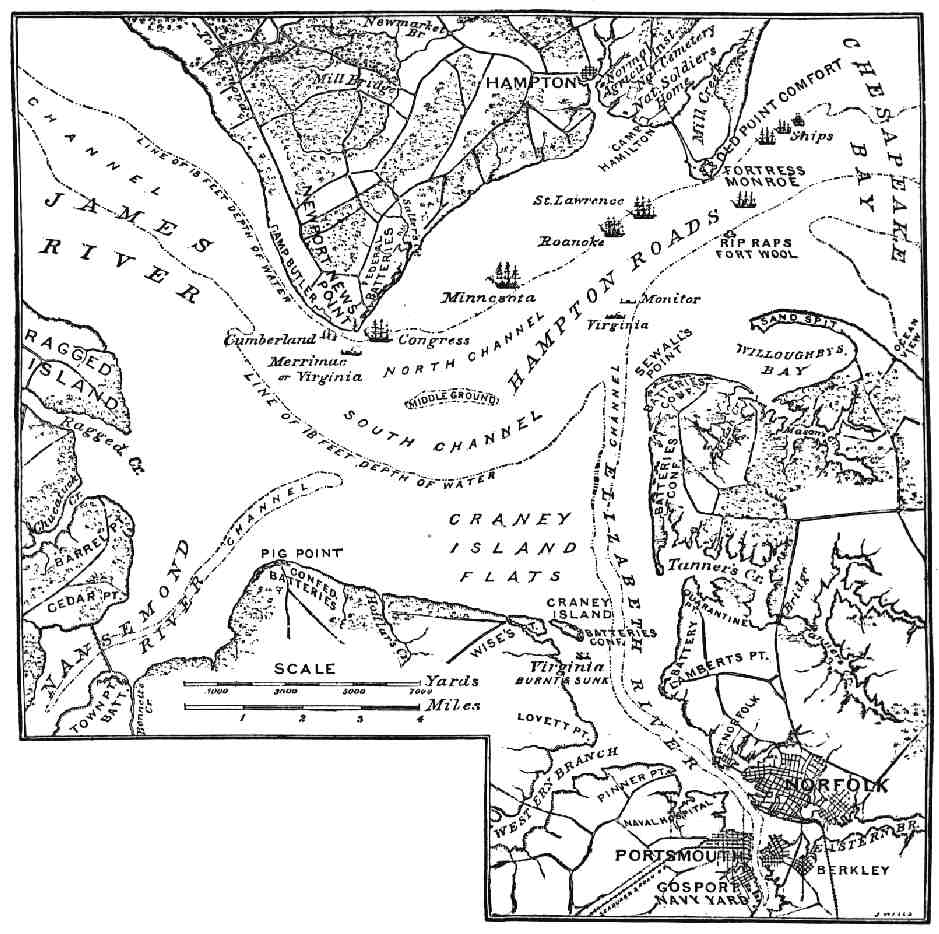
ハンプトン・ローズ海戦の状況を示した地図

### バージニア、北軍の木造艦に大損害を与える
戦闘が始まったのは1862年3月8日の朝、連合国海軍の大きくやや扱いづらいバージニアがハンプトン・ローズに動力航行して来て、北軍の封鎖を打ち破ろうと行動を開始した時であった。
フランクリン・ブキャナン艦長に指揮されたバージニアは、ローリー (CSS Raleigh) とビューフォート (CSS Beaufort) に援護され、なおかつパトリック・ヘンリー (CSS Patrick Henry)、ジェイムズタウン (CSS Jamestown）、そしてティーザー (CSS Teaser) に随伴されていた。

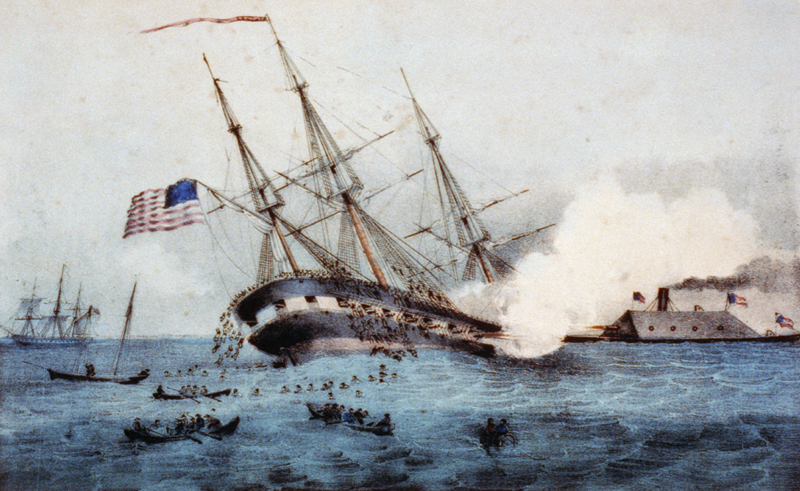
「バージニア」の衝角攻撃を受けて沈みゆく合衆国の木造艦「カンバーランド」

バージニアは北軍の戦隊へとまっすぐに向かった。距離がカンバーランド (USS Cumberland) から1マイルを切り、封鎖船と陸上砲台の全てが砲火を開いたとき、攻撃を開始した。バージニアはカンバーランドの吃水線下に衝角攻撃を加え、同艦を即座に撃沈した。「水上にある限り、その砲座は雄々しく撃ち続けた」とブキャナンは勇敢な敵を称賛して報告している。
ブキャナンは次に艦をコングレス (USS Congress) の方へ転じた。カンバーランドに起きたことを見て、コングレスの艦長は艦を浅瀬に座礁させるように命令した（※？）。この時までには、ジェイムズ川の戦隊（ジョン・ランドルフ・タッカーの指揮下にあった）が到着し、コングレスを攻撃するバージニアと合流していた。この状態が1時間続いた。その後、ひどく損傷を受けたコングレスは降伏した。コングレスの乗務員の生き残りが艦から退去する間、北岸にある合衆国の砲台はバージニアに対して砲撃を開始した。報復として、バージニアの艦長はコングレスにred-hot shotと焼夷弾で砲撃を加えるよう命令した。コングレスは南軍の装甲艦による砲火が弾薬庫を爆発させたことにより、爆沈した。バージニアもまた損傷した。カンバーランド、コングレス、そして沿岸砲台による砲撃が煙突を穴だらけにしたため、元来の遅かった速度がより落ちたのである。二門の砲が使用不能になり、装甲板は数枚が剥落した。
一方、ジェイムズ川小艦隊は、戦闘に参加するべくモンロー砦を出て座礁していた（※？）ミネソタ (USS Minnesota)に注意を転じていた。バージニアは、コングレスの降伏に対処した後、損傷にも関わらずジェイムズ川小艦隊と合流した。なぜならばその深い吃水のため、バージニアは深刻と言えるほどの損傷を受けることがなく、そして暗闇が砲撃を効果的に行うことを妨げていたからである（※？）。バージニアは翌日に再来して北軍の艦隊を全滅させることを目論みつつ引き揚げた。夜の間は南軍が制海権を持つ水域に退いたのである。
この一日は、まさしくバージニアの独擅場であった。とは言え損失がないわけではなかった。衝角の一部がもぎ取られて、傷ついたカンバーランドの横腹に刺さったまま失われた。バージニアが沿岸砲台から撃たれている間、ブキャナン艦長はマスケット弾によって大腿骨を折った。彼はこの負傷によりケイツビー・R・ジョーンズ副長へと艦の指揮権を移譲することを余儀なくされた。ブキャナンの脚は後に切断された。
連合国海軍長官スティーヴン・マロリーは連合国大統領ジェファーソン・デイヴィスへの手紙で、この戦闘のことを以下のように書いている。
| 「 | 艦隊の士官たちと兵たちの行いは……彼ら自身と連合国海軍に不滅の栄光をもたらしました。報告はとても興味深いもので、その詳細は必ずや熱情を掻き立て、我が軍の勇敢な水兵たちの士気を高めるでしょう。またこの報告はバージニアがかつて水に浮かんだいかなる船とも全く異なり、造船学上の新機軸だったことを思い出させるでしょう。本艦の最も重い砲は火器中の新機軸に等しいこと……その動力および操舵特性は未だかつて試みられた事がなく、将兵は船にも互いにもほとんど初対面だったこと……これら全ての不利な要素の下で、意思力の権化たる士官ブキャナンの活発な勇気および完全無欠な玄人の手腕、そして彼の部下たちの協力は、海戦史上で最もめざましい勝利を達成したのです。 | 」 |

合衆国海軍にとっては恐ろしい、そして士気を挫かれる一日だった。夜遅くに、ジョン・L・ウォーデン大尉が指揮をとるモニターがハンプトン・ローズに到着した。こちらの装甲艦は味方の艦隊を保護し、バージニアが北部の都市を脅かすのを防ぐために急がされて来たのだった。
「戦いの趨勢は、新造艦モニターのかつて無い労苦と時を得た到着にかかっている」ジョン・A・ダールグレンはそう評している。

### モニター、バージニアと交戦する
翌朝、すなわち1862年3月9日、困難な修理の後で、バージニアは座礁中のミネソタにとどめを刺すべく再出撃した。その旅程は新たに到着したモニター（後に南軍艦の指揮官によって「チーズ箱を載せた筏のような」と書き記される）によって阻止された。
戦闘が1時間、主に至近距離で行われたが決着はつかなかった。小型で敏捷なモニターはバージニアを翻弄できた。しかしどちらの艦も相手に致命傷を与えることができなかったのである。最終的に、「戦場」を占有したモニターおよび合衆国艦隊の残りをあとにしてバージニアが退却した。どちらの側も勝利を宣言した。戦術的な戦いは決着がつかなかったとは言え、戦略的にはバージニアは北軍の封鎖を除去できなかったし、戦略的バランスは北軍優位のまま変わらなかった。
二隻の艦がどちらも機能不全だったにしろ、モニターの砲はバージニアの砲と比べてかなり強力であった。バージニアが辛うじてモニターの装甲をへこませただけなのに対して、モニターはバージニアの装甲板に数ヶ所のひびを入れた。攻撃の際、モニターの砲術員は主に徹甲弾を使ってバージニアの上部構造を狙った。設計者エリクソンは、それを聞いた時に激怒して叫んだ。もし彼らが榴弾を使い吃水線を狙ったならば、バージニアは容易に沈んでいただろうに、と。（Ken Burnsのドキュメンタリー"The Civil War, episode 2: A Very Boody Affair: 1862"より引用。）

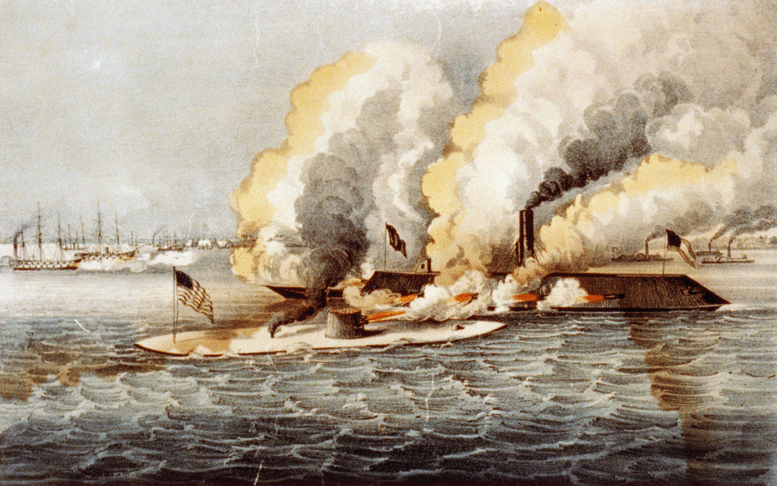
装甲艦同士の熾烈な交戦（Currier and Ives画）

### 1862年春 - ハンプトン・ローズでの引き分け
続く2ヶ月の間、モニターを戦闘に引きずり出すべくバージニアは数回の単艦出撃を敢行した。たいていの日、バージニアはクレイニー島 (Craney Island) かシーウェルズ・ポイントに向けてエリザベス川をゆっくりと動力航行で下った。ハンプトン・ローズの向こうには、南軍の船をモンロー砦の方へおびき出そうと、モニターおよび莫大な数の艦船が待ち受けていた（※？）。
北軍の計画はバージニアを都合のよい水域に引きつけることであった。モニターはどうしても避けようがない場合を除いて戦いに参加しないよう、大統領命令を受けていた。合衆国海軍省 (The Union Navy Department) はバージニアを倒すという至急の目的のため、数隻の大型蒸気船を賃借していた。バージニアが海に乗り出してきたところを、水面ぎりぎりの甲板の両端に大型蒸気船で乗り上げ、そして望むらくは、そのまま沈めてやる。そういう計画であった。（※？）
バージニアはモニターを戦いに誘い出すために二度ハンプトン・ローズ侵入を敢行したが、大統領命令のためモニターは挑戦には応じなかった。
予期されていた海戦は現実化しなかった。モニターとバージニアの対決は二度と起こらなかった。

## 海戦事情への衝撃
この戦闘に関する海戦思想上の広範な印象が、ヴェラ・クルーズから発せられた、USSポトマックのレヴィン・M・パウエル艦長の書簡によって次のようにまとめられた（※？）。
| 「 | モニターとメリマックの戦いに関する報せは、同盟した（※？）艦隊の専門家たちの中で、甚大極まるセンセーションを巻き起こした。彼らは、言葉と同じだけの沈黙によって事実を認識した。海戦という事象が今や別のものに見えることを。戦列の立派なフリゲートや艦船……浮かんでいるものであれば何でも半時間で破壊できると一ト月前には考えられていた……が、全くもってその図体に引き合わないものであることを。そして彼らの自信は、これらの驚嘆すべき事実を前にして一度は雲霧消散したのだった」と。そしてダールグレン大佐はこう表現した。「今や鉄の支配がやって来た。そして鎧われた艦艇が木造の船に取って代わるだろう。 | 」 |

## 有名な二装甲艦の最期と遺産

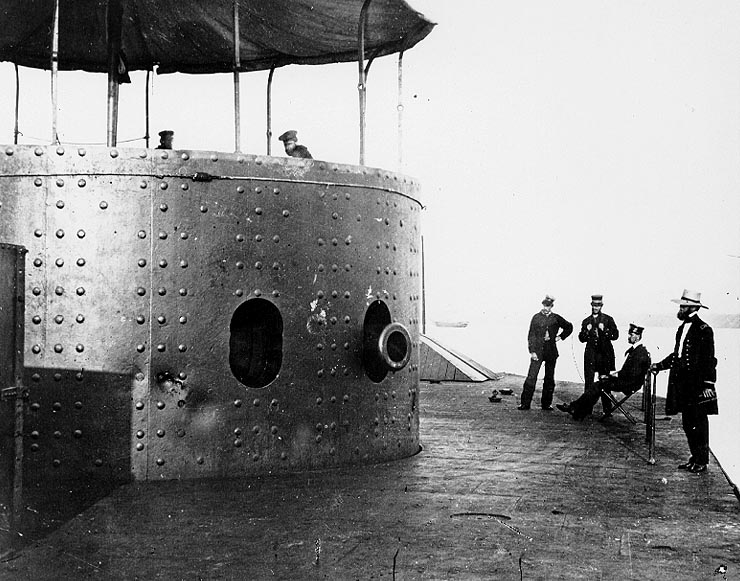
戦闘後のモニター

ハンプトン・ローズ海戦の後では、どちらの艦も戦争で大した役を果たすことはなく、1862年まで生き残った。
ハンプトン・ローズを囲む土地での戦局は、南軍にノーフォーク地区を見捨てることを強いた。1862年5月10日、ノーフォークとポーツマスから撤退するとき、バージニアの士官と兵は2-3の選択とともに残された。連合国の首都・バージニア州リッチモンドまでジェイムズ川を遡航するにはバージニアは吃水が深すぎることを、そしてこの退却を確実に予期しているモンロー砦から派遣されて待ち受ける北軍の艦隊をやり過ごし、ハンプトン・ローズをうまく脱出するチャンスがほとんどないことを、ジョサイア・タットノール司令官はよく理解していた。
鹵獲されるのを防ぐため、1862年5月11日の早朝、タットノールはバージニアをクレイニー島へ擱座させて火を放つよう命令した。約1時間に渡って猛烈に燃えた後、炎は弾薬庫に達し、艦は大爆発とともに破壊された。
1876年5月30日、戦後10年以上たって、バージニアの廃船体が引き揚げられてノーフォーク海軍造船所（ゴスポート造船所が合衆国による奪還後に改称）に運び戻され、解体された。
装甲板、錨、砲を含むバージニアの一部分は、ポーツマスのノーフォーク海軍造船所およびニューポートニューズの海員博物館 (Mariners' Museum) に展示されている。バージニアの錨はリッチモンドの南部連合博物館 (Museum of the Confederacy) の正面の芝生に鎮座している。

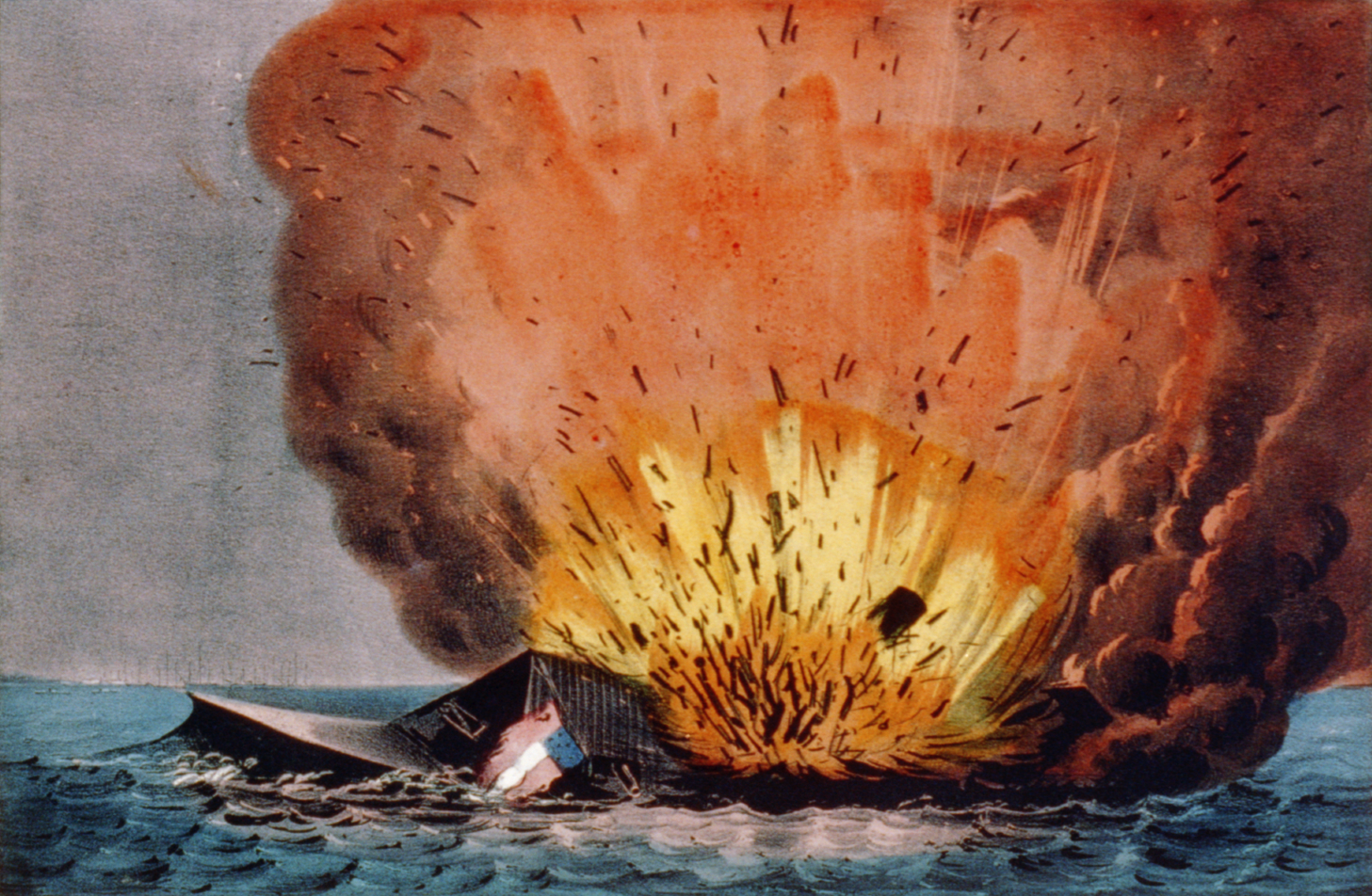
"反逆の怪物" メリマックの爆破自沈（Currier and Ives画）

モニターはモニター艦の原型となった。河川用モニター艦を含む多数の後継艦が作られ、ジェイムズ川とミシシッピ川において南北戦争の鍵となる役割を演じた。しかしながら、その設計が河川での戦いに非常によく適合していることは証明されたが、低い船体と重い砲塔は荒い海での航行性能を貧弱にする原因となった。1862年10月、ノースカロライナ州ハッテラス岬沖で元祖モニターを早い最期に導いたのは、おそらくこの特徴である。1973年、残骸が見つかっている。

## 戦闘を記念して

### 歴史的な名前メリマック
有名なハンプトン・ローズ海戦で南軍が使った軍艦の名前は、混乱を招き続けている。この艦は南軍によって再建され「バージニア」として再就役させられたのだが、北軍はこの南軍装甲艦をむしろ「メリマック」という元の名前で呼ぶことを好んだ。北軍が南北戦争に勝ったためだろうが、アメリカ合衆国の歴史はふつう北部視点で記録されている。しかし、少し経って、一般に使われる名前が語尾の"-k"を落とすことにより短縮され、だからして "the Battle of the Monitor and the Merrimac" となった。どちらの綴りもハンプトン・ローズ地方でいまだに使われている。

### 南軍の装甲艦
この南軍装甲艦のために鉄を産出した場所にほど近いモントゴメリー郡にある小さな地区（国勢調査指定地域）が、今ではバージニア州メリマック (Merrimac, Virginia) として知られている。そこで採掘されて装甲艦を鎧った鉄が、ポーツマスのノーフォーク海軍造船所に展示されている。他の破片はニューポートニューズの海員博物館とリッチモンドの南部連合博物館（そこには長年にわたって錨が置いてある）に展示されている。

### 1907年のジェームズタウン博覧会
ジェームズタウン博覧会は数ある世界博の1つで、20世紀序盤の合衆国では有名な博覧会であった。それはノーフォークに近いハンプトン・ローズのシーウェルズ・ポイントで1907年4月26日から12月1日まで催された。ジェームズタウン入植300周年が祝われた。
最も知られたアトラクションの1つに、ハンプトン・ローズ海戦（40年前、博覧会の開催地から見える範囲内で勃発した）の再現があった。模造メリマック＝モニターの外観はかなり軍艦らしく見えた……中身は海戦の様子をぐるりと並べた展示室になっていたのだが。

### モニター・メリマック記念橋
1992年、バージニア州の陸運局は4.6マイル（7.4km）のモニター・メリマック記念橋 (Monitor-Merrimac Memorial Bridge-Tunnel) を完成させた。州間道路664を通すこの重要な連絡路は、ハンプトン・ローズの、有名な「装甲艦の激突」が起きた場所のすぐ近くを横切っている。長さ4800フィート（1460m）で4車線のトンネル、二つの人工portal island、そして3.2マイル（5.1km）の橋脚を含むこの橋の建設には400万ドルが投じられた。北へ行く際には、歴史的海戦の舞台が絶好の眺めである。

## USSモニター - 再発見と展示
大陸棚で人知れず111年間の眠りをむさぼったのち、モニターの残骸は1973年に科学者のチームによって探し出された。船の残りはハッテラス岬の16マイル（26km）沖合、深さ240フィート（73.2m）の比較的平坦な海底の砂地で見つかった。モニターの船体は砲塔が下、甲板が上、つまり上下逆さまに横たわっていた。1987年、その場所は難破事故としては初めてアメリカ国定歴史建造物に指定された。
モニターの状態悪化のため、残っている重要な人工物と船本体をすぐに回収することは不可能であった。それ以来、新技術を用いて、何百もの壊れやすい人工物（砲塔およびそれに付随する二門のダールグレン砲、錨一つ、蒸気機関、スクリュー）が回収され、注意深くハンプトン・ローズに運び戻されている。
USSモニター・センターはニューポート・ニューズのMariners' Museum（そこには元々、バージニア由来の物もあり、モニターの物は後から付け加わった）では人気がある。

## この海戦を扱ったフィクション
- 宮崎駿 「甲鉄の意気地」 - 短編漫画（絵物語）。『宮崎駿の雑想ノート』（大日本絵画社、1992年/増補改訂版1997年）所収。
- 吉岡平 『南軍騎兵大尉ジョン・カーター』 - 長編小説。ソノラマ文庫、2005年。